# Palazzo Valentini
Palazzo Valentini è un palazzo di Roma sito tra i rioni Trevi e Monti in via Quattro Novembre, 119A, poco distante da piazza Venezia. Sede in passato della provincia di Roma attualmente ospita la città metropolitana di Roma Capitale e la prefettura di Roma.

## Storia
La costruzione del palazzo si deve al cardinale Michele Bonelli, nipote di papa Pio V, che nel 1585 acquistò da Giacomo Boncompagni un palazzo preesistente all'estremità dell'allora piazza Santi Apostoli. Oggi il palazzo è separato dalla piazza da via Quattro Novembre, aperta successivamente per mettere in comunicazione la nuova via Nazionale con piazza Venezia. Il cardinale era proprietario anche di gran parte della zona che si estendeva, alle spalle del palazzo, sopra i resti del Foro Romano di Traiano e di Augusto, nota con il toponimo di "Pantano" perché soggetta ad impaludamenti. Negli stessi anni il quartiere che sorgeva sui resti del Foro Romano fu sottoposto ad un generale rialzamento del terreno e ad una sistemazione urbanistica con la creazione di un quartiere, detto "quartiere Alessandrino" in onore dello stesso cardinale, soprannominato "cardinale alessandrino" in quanto originario di Bosco Marengo, paese in provincia di Alessandria. Il quartiere venne poi distrutto negli anni venti e trenta per l'apertura di via dei Fori Imperiali.
L'impianto del palazzo, di pianta trapezoidale, fu definito dal frate Domenico Paganelli. Grazie ai cospicui stanziamenti in denaro da parte del cardinale il palazzo venne rapidamente completato e tre anni dopo era già abitato dal cardinale. Nel XVII secolo fu quindi sottoposto ad una serie di lavori di ristrutturazione ed ampliamento, eseguiti su incarico del cardinale Carlo Bonelli e di Michele Ferdinando Bonelli.
Il palazzo venne parzialmente demolito e ricostruito da Francesco Peparelli per il nuovo proprietario, il cardinale Giuseppe Renato Imperiali, che vi sistemò l'importante biblioteca di famiglia (la biblioteca "Imperiali") composta di circa 24.000 volumi.
Agli inizi del XVIII secolo, il palazzo venne affittato a diversi personaggi di rilievo, tra i quali il marchese Francesco Maria Ruspoli, che vi abitò tra il 1705 ed il 1713, facendone la sede di un teatro privato e dandovi ospitalità a illustri musicisti del tempo come Georg Friedrich Händel, Alessandro Scarlatti ed Arcangelo Corelli. Nel 1707 avvenne la prima assoluta di Armida abbandonata di Händel con Margherita Durastanti ed il violoncellista Pietro Castrucci e nel 1708 di La Resurrezione di Händel diretta da Arcangelo Corelli con la Durastanti.
L'intera costruzione venne poi acquistata dal cardinale Giuseppe Spinelli nel 1752, che vi fece realizzare le decorazioni del primo piano e la sistemazione al pianterreno della ricchissima biblioteca Imperiali, destinata alla fruizione pubblica e frequentata anche da Johann Joachim Winckelmann.
Nel 1827 il banchiere e console generale prussiano Vincenzo Valentini acquistò il palazzo, vi stabilì la propria dimora e diede ad esso il suo nome. Il palazzo venne ulteriormente ampliato ed abbellito con grandi spese e il banchiere vi collocò la propria collezione di quadri e incrementò la già vasta raccolta di libri e reperti archeologici. Il completamento dei lavori sul retro del palazzo, prospiciente la Colonna Traiana, venne affidato agli architetti Filippo Navone e Giovanni Battista Benedetti.
Il figlio di Vincenzo, Gioacchino Valentini, diede incarico tra il 1861 ed il 1865 dell'esecuzione di due ulteriori ampliamenti sul fianco sinistro, lungo la via di Sant'Eufemia, progettati dall'architetto Luigi Gabet.
La deputazione provinciale di Roma acquistò infine il palazzo nel 1873 per farne la propria sede, incaricando sempre l'architetto Gabet di completare il fianco destro su Via de' Fornari, all'altezza di Vicolo di San Bernardo.

## Descrizione
La struttura attuale del palazzo è caratterizzata dal grande portale, affiancato da tre finestre per lato, con architravi e inferriate; il portale è delimitato da due colonne di travertino, sopra cui si trova un grande balcone a balaustra. Il grande cornicione, sotto cui si trovano piccole finestre divise da alcuni mensoloni trinati, è attorniato da una balaustra; il cortile interno è porticato su due ordini, con 5 arcate nei lati corti e 9 in quelli lunghi, divise da lesene doriche e ricco di statue antiche.
Del patrimonio artistico di palazzo Valentini fanno parte anche la statua dell'Ulisse di Ugo Attardi, insieme alle opere raffiguranti l’Enea e Anchise e l'Europa, realizzate da Sandro Chia in occasione del 135º anniversario dell'amministrazione provinciale di Roma, collocate attualmente all'ingresso.

## Resti archeologici
Gli scavi effettuati nei sotterranei del palazzo hanno portato al rinvenimento, a circa 7 m dal piano stradale, di un impianto termale inerente ad un complesso privato del I-IV sec. d.C. e dei resti del probabile Tempio del Divo Traiano.www.palazzovalentini.it
All'interno della struttura è possibile visitare i resti delle Domus Romane di età imperiale, valorizzati da effetti grafici, ricostruzioni virtuali, giochi di colori e filmati.

### LeDomus Romane
In questi ambienti, siti tutti nei seminterrati del palazzo sono stati trovati dei ruderi ascrivibili a delle domus romane del I secolo d.C., verosimilmente due, con delle piccole terme romane con tanto di calidarium, tepidarium e frigidarium.
Le domus avevano anche una piccola piscina ed un mosaico finemente decorato.
Negli ambienti sono stati ritrovati anche dei butti attinenti al palazzo rinascimentale superiore che servivano per buttare degli avanzi alimentari e dei cocci di ceramiche e porcellana rotti, dei resti di statue e resti di lastricati di strade.